# Massacro alla Sandy Hook Elementary School
Il massacro alla Sandy Hook Elementary School è un evento avvenuto il 14 dicembre 2012, presso la Sandy Hook Elementary School, situata a Sandy Hook, borgo della città di Newtown in Connecticut (USA), nel quale Adam Lanza, di 20 anni, aprì il fuoco all'interno della scuola elementare, causando la morte di 27 persone, 20 delle quali bambini di età compresa tra i 6 e i 7 anni, suicidandosi prima dell'arrivo della polizia.
Lanza aveva precedentemente ucciso la madre mentre si trovava a casa e poi si era recato in auto alla scuola per mettere in atto il massacro utilizzando armi che erano regolarmente in possesso della madre. In un primo momento era stato erroneamente identificato come autore del reato suo fratello Ryan. Si tratta del terzo massacro scolastico in ordine di numero di vittime avvenuto in una scuola degli Stati Uniti d'America dopo il massacro al Virginia Polytechnic Institute e il massacro della Bath School.

## Antefatti
La scuola aveva un totale di 525 studenti. Secondo una lettera inviata ai genitori all'inizio dell'anno scolastico, l'istituto aveva di recente aggiornato il proprio protocollo di sicurezza, richiedendo ai visitatori di essere individualmente ammessi dopo identificazione visiva e registrazione su video. Le porte venivano chiuse tutti i giorni di lezione alle ore 9:30, dopo gli arrivi della mattinata, come ulteriore sicurezza.
La comunità di Newtown, dove ha sede la scuola, è descritta dai residenti come una zona tranquilla nota per il suo "fascino rurale" e la prevalenza di famiglie ordinarie, simili all' "ideale" americano. L'ultimo caso di omicidio avvenuto nella città risaliva al 1989, quando un ex pilota di linea uccise la moglie facendola a pezzi con una cippatrice per il legno.

### Autore
Adam Peter Lanza (22 aprile 1992-14 dicembre 2012) e sua madre Nancy vivevano a Sandy Hook, precisamente a 8 km dalla scuola elementare. Lanza non aveva precedenti criminali, ma aveva accesso alle armi tramite sua madre, definita come "una fanatica in possesso di dozzine di armi da fuoco". Nancy portava spesso i suoi due figli a un poligono di tiro, dove insegnò loro a sparare. Il padre di Lanza affermò che Nancy non aveva mai pensato che Adam fosse pericoloso: dormiva sempre con la porta aperta e con le pistole in casa. Le armi usate dal medesimo Lanza furono ottenute illegalmente.

#### Istruzione
Lanza frequentò la Sandy Hook Elementary School per 4 anni e mezzo. Nel 2004 iniziò le scuole medie presso la Newton Middle School, ma secondo sua madre il ragazzo era molto ansioso. Nancy raccontò ai suoi amici che Adam si arrabbiava spesso a causa dei continui cambi di classe durante il giorno. Una volta la sua ansia arrivò a un punto critico, per cui dovettero trasportarlo al pronto soccorso del Danbury Hospital. Nell'aprile del 2005 venne trasferito alla scuola media St.Rose of Lima, dove rimase soltanto per 8 settimane.
A 14 anni iniziò a frequentare la Newtown High School, dove nel 2007 fu citato tra i ragazzi più brillanti della scuola. Gli studenti e gli insegnanti descrivevano Lanza come un ragazzo "molto intelligente ma nervoso ed irrequieto". Era a disagio nel socializzare, e cercava di non attirare troppa attenzione. Non aveva amici a scuola. La vita a scuola ha spesso innescato le sue ansie a tal punto che nel 2008, dopo aver compiuto 16 anni, cominciò ad andare a scuola solo occasionalmente.

#### Malattie e disturbi mentali
Lanza soffriva di problemi di integrazione già all'età di 3 anni. Alle elementari gli venne diagnosticato un disturbo dell'integrazione sensoriale (caratteristica comune nell'autismo). Il suo disturbo compromise la capacità di frequentare la scuola, così a 8 anni fu costretto a prendere lezioni a domicilio.
Quando Lanza aveva 13 anni, lo psichiatra Paul Fox gli diagnosticò la sindrome di Asperger. A 14 anni i genitori lo portarono al Yale University's Child Study Center, dove gli fu anche diagnosticato un disturbo ossessivo-compulsivo: durante la giornata si lavava spesso le mani e cambiava i calzini almeno 20 volte, tanto che la madre era costretta a fare 3 carichi di lavatrice al giorno. Spesso consumava una confezione di fazzoletti in un solo giorno, poiché non riusciva a toccare le maniglie delle porte a mani nude.
Lanza venne curato da Robert King, che gli prescrisse il Celexa, un antidepressivo. Lanza prese le medicine solo per tre giorni: la madre disse che "la mattina del terzo giorno Adam presentava forti vertigini, nel pomeriggio era disorientato, il suo discorso era disgiunto, non riusciva nemmeno a capire come aprire la sua scatola di cereali. Sudava copiosamente... Diceva che non riusciva a pensare... Era praticamente in stato vegetativo". Lanza non prese mai più quelle medicine. Un rapporto rilasciato da parte dell'avvocato minorile citava:
In un'intervista rilasciata nel 2013, Peter Lanza affermò che Adam soffriva anche di schizofrenia, oltre a tutti gli altri disturbi diagnosticati. La famiglia non fece caso a questo disturbo poiché erano convinti che fosse un sintomo legato alla sindrome di Asperger.
Dal 2006 Lanza non ebbe più alcun rapporto con altri esperti di sanità mentale. Il rapporto dell'avvocato minorile di stato affermava che "non erano state date le giuste cure e attenzione ai problemi di salute mentale di Lanza. Solo uno studio (quello fatto dal Yale University's Child Study Center) si era accorto di quanto grave fosse la situazione del ragazzo, che doveva essere curato con un supporto speciale di educazione e diversi farmaci per alleviare i suoi disturbi ossessivi-compulsivi."
Gli investigatori notarono che Lanza era molto affascinato dagli omicidi di massa, tra i quali spiccavano il più noto massacro della Columbine High School e il massacro della Illinois University School. Tra i ritagli di giornale trovati nella sua stanza vi era un articolo del New York Times che raccontava di un uomo che sparò a degli scolari nel 1981. Nel suo PC furono rinvenuti due video di suicidi con arma da fuoco, alcuni video di massacri scolastici e due foto di Lanza che si punta la pistola alla testa. È stato anche detto che Lanza modificò alcuni articoli di Wikipedia sugli omicidi di massa.
Egli non permetteva a nessuno, compresa sua madre, di entrare nella sua camera. Lanza aveva anche coperto le finestre con sacchetti per l'immondizia di plastica nera per bloccare la luce del sole. Nei 2 anni precedenti alla sparatoria aveva interrotto i contatti con suo padre e suo fratello e a un certo punto iniziò a comunicare con la madre, che viveva nella stessa casa, solo via e-mail. Un documento intitolato "Egoista", inerente all'egoismo delle donne, è stato trovato sul computer di Lanza dopo la sua morte.

#### Ultimi mesi prima del massacro
Secondo un rapporto dell'ufficio avvocati minorili in Connecticut, datato novembre 2014, Lanza potrebbe aver sofferto di anoressia da adolescente. Gli autori hanno scritto che "L'anoressia può produrre deficit cognitivo, ed è probabile che l'anoressia combinata con un disturbo dello spettro autistico e un disturbo ossessivo-compulsivo avrebbero aggravato il rischio di suicidio di Lanza". Hanno anche notato che al momento della sua morte, Lanza "era anoressico (era alto 183 cm e pesava appena 51 kg), da cui ne è conseguito il danno cerebrale".
Lanza inoltre viveva in isolamento quasi totale nella sua stanza, trascorrendo la maggior parte del tempo su Internet e giocando a World of Warcraft e altri videogiochi. Il rapporto affermava che "si immergeva" in un mondo in cui la sua unica comunicazione con il mondo esterno era con i membri di una cyber-comunità, "una piccola comunità di individui che condivideva il suo oscuro e ossessivo interesse per l'omicidio di massa".
Nelle settimane precedenti gli omicidi, la madre di Lanza stava pensando di trasferirsi in un'altra città. Pianificò di acquistare un camper per consentirgli di viverci dentro, in modo tale che i potenziali acquirenti potessero vedere la casa senza disturbarlo. La relazione dell'avvocato minorile affermava che:
James Knoll, psichiatra forense della SUNY, fu consultato su ciò che motivò Lanza a uccidere. Knoll affermò che l'atto finale di Lanza ha trasmesso un messaggio significativo: "Ho un profondo dolore - lo trasformerò in proiettili e lo trasferirò su di voi".

## Eventi

### L'assassinio di Nancy Lanza
Intorno alle 9:30 EST di venerdì 14 dicembre 2012, Lanza sparò e uccise sua madre Nancy (52 anni), nella loro abitazione a Newtown. Gli investigatori trovarono successivamente il corpo della donna ancora in pigiama, nel suo letto, con 4 colpi di fucile bolt action Savage Mark II calibro .22 LR in testa. Successivamente Lanza si avviò con l'auto di sua madre verso la Sandy Hook Elementary School.

### Il massacro nelle aule

Piantina del Sandy Hook Elementary; sono segnate le classi n.8 (Rousseau / D'Avino), 10 (Soto / Murphy) e 12 (Roig), nonché l'ufficio principale (o) e la sala conferenze (9) (Hochsprung / Sherlach / Hammond)

Lanza quindi fece irruzione in una classe di prima elementare, dove la supplente Lauren Rousseau ammassò i suoi studenti nel retro della classe, e cercò di nasconderli nel bagno. Rousseau, Rachel D'Avino (un'insegnante di sostegno assunta per una settimana in aiuto a studenti con necessità particolari) e 14 bambini presenti nella classe furono tutti uccisi. Un bambino rimasto gravemente ferito fu poi portato d'urgenza all'ospedale, ma morì poco dopo. La maggior parte dei bambini e gli insegnanti furono ritrovati ammassati nel bagno. L'unica sopravvissuta, una bambina di 6 anni, fu ritrovata successivamente dalla polizia intervenuta sul posto, nascosta in un angolo del bagno. Il pastore della famiglia della bambina disse che si era salvata fingendo di essere morta. Quando la bambina raggiunse i suoi genitori disse loro "Mamma, sto bene, ma i miei compagni sono tutti morti." e descrisse l'assassino come un "uomo molto arrabbiato". Una ragazza che si era nascosta in un bagno con due insegnanti disse di aver ascoltato un bambino urlare "Aiutami! Non voglio stare qui!" al ché Lanza rispose "Beh, sei qui!", conversazione seguita poi da diversi spari.
Successivamente si diresse in un'altra classe di prima elementare vicina. A questo punto ci sono versioni in contrasto della vicenda. Secondo alcune indagini, l'insegnante della classe, Victoria Leigh Soto, nascose i suoi studenti in uno spogliatoio o in un bagno, e altri studenti rimasero nascosti sotto i banchi. Soto stava tornando in classe per chiudere la porta a chiave quando Lanza entrò. Egli camminò verso il retro della classe, vide gli studenti nascosti sotto i banchi e aprì il fuoco. Un bambino di nome Jesse Lewis urlò ai suoi compagni di scappare, e molti di loro lo fecero. Lewis stava guardando Lanza negli occhi quando lui gli sparò, uccidendolo. In un'altra versione, rilasciata dal padre di uno dei sopravvissuti, Soto fece mettere tutti i bambini sul retro della classe, e erano seduti a terra quando Lanza entrò. Secondo questa versione, nessuno urlò. Lanza fissò gli studenti sul pavimento, puntò l'arma sul figlio ma non sparò, e gli permise di scappare. Il bambino si alzò in piedi e fuggì all'esterno della scuola.
Secondo un articolo dell'Hartford Courant, 6 dei bambini nella classe riuscirono a fuggire mentre Lanza smise di sparare, forse perché il fucile si inceppò o perché ebbe problemi durante la ricarica. Indagini precedenti affermavano che Soto mentì a Lanza dicendogli che i bambini erano nascosti nell'auditorium. Nel momento in cui alcuni bambini uscirono dai loro nascondigli per provare a scappare, Lanza sparò loro. Soto provò a mettersi tra l'assassino e gli studenti per fare da scudo, e venne uccisa. Anne Marie Murphy, l'insegnante di sostegno nella classe di Soto, fu ritrovata morta mentre cercava di proteggere Dylan Hockey, 6 anni, ma anche egli fu ritrovato morto. Soto e altri 4 bambini furono ritrovati morti nella classe: l'insegnante era vicino al muro nord della classe, con un mazzo di chiavi accanto. Un bambino fu portato in ospedale, ma venne poi dichiarato morto. Sei bambini sopravvissuti e l'autista dello scuolabus trovarono riparo in una vicina abitazione. Secondo il comunicato ufficiale, rilasciato dal procuratore di stato, 9 bambini fuggirono dalla classe di Soto e si salvarono, mentre altri 2 furono ritrovati dalla polizia nascosti in un bagno. In totale, 11 bambini della classe di Soto erano sopravvissuti, mentre 5 furono uccisi.

### Altri sopravvissuti
L'insegnante di prima elementare Kaitilin Roig (29 anni) nascose i suoi 14 studenti nel bagno e barricò la porta, ordinando loro di rimanere completamente in silenzio. Si crede che Lanza abbia saltato quella classe, probabilmente, perché a causa di un lavoro di alcune settimane prima, Roig non era riuscita a rimuovere un pannello nero che copriva la finestrella della classe. Si presume dunque che Lanza, vedendo la classe chiusa e coperta dal pannello, l'abbia scartata ritenendola vuota.
Le addette alla biblioteca Yvonne Cech e Maryann Jacob nascosero i loro 18 studenti in un punto della biblioteca utilizzato per le esercitazioni d'emergenza. Notarono tuttavia che una delle serrature della porta della biblioteca non era stata bloccata, così riunirono tutti gli studenti nella sala degli archivi e Cech bloccò l'entrata con uno schedario.
L'insegnante di musica Maryrose Kristopik (50 anni) barricò i suoi studenti di quarta elementare in un piccolo ripostiglio. Lanza arrivò qualche attimo più tardi, urlando alla porta "Lasciatemi entrare!", mentre gli studenti restavano silenziosamente nascosti all'interno.
Due studenti di terza elementare, scelti come capi-classe, stavano camminando lungo il corridoio verso l'ufficio principale per consegnare il foglio delle presenze mattutine, quando sentirono i primi spari. L'insegnante Abbey Clements prese entrambi gli studenti e li nascose nella sua classe.
L'insegnante Laura Feinstein, specializzata nella lettura, radunò due studenti dall'esterno della sua classe e si nascose con loro sotto la scrivania dopo aver sentito gli spari. Feinstein provò a chiamare l'ufficio della scuola e il 9-1-1, ma fallì nel suo intento a causa della scarsa ricezione del suo cellulare. Rimase nascosta con i bambini per circa 40 minuti, fino a quando le forze dell'ordine sopraggiunsero per condurli fuori dalla classe.

### La fine del massacro e il suicidio
La polizia udì l'ultimo sparo alle 9:40:03. Lanza si era suicidato sparandosi in testa con la sua Glock 20SF nella classe n. 10 (quella di Soto). Accanto al corpo di Lanza i poliziotti trovarono un cappello nero e un paio di occhiali con montatura sottile. Fu rinvenuta anche la Glock, apparentemente inceppata, e il suo fucile, diversi metri più lontano dal corpo. Una SIG Sauer P226 da 9mm, che non era mai stata utilizzata durante la sparatoria, fu rinvenuta addosso all'assassino.

### L'arrivo della polizia e le prime indagini

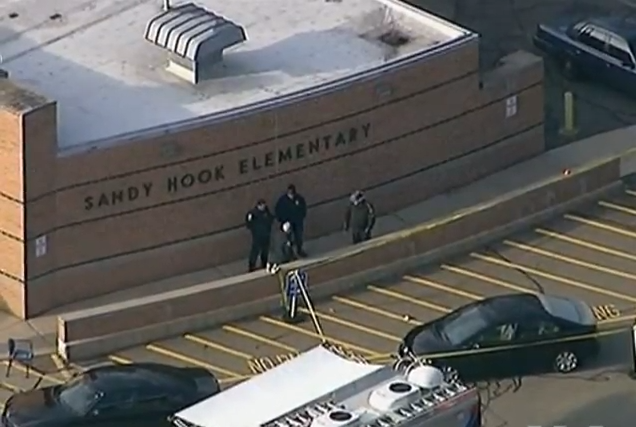
L'arrivo della polizia alla scuola elementare di Sandy Hook

La polizia del Connecticut ha ricevuto la prima chiamata al 911 alle 9:35. Gli agenti hanno riconosciuto la gravità della situazione, e unità locali K9, tattiche, artificieri ed elicotteri sono stati rapidamente mobilitati. La polizia ha cominciato a evacuare le strade attorno alla scuola e ha fatto irruzione al suo interno controllando stanza per stanza, aiutando gruppi di studenti e adulti a uscire dall'edificio. La scuola è stata controllata più volte da reparti speciali alla ricerca di complici o feriti. Nessun colpo è stato sparato da parte delle autorità. Tre vittime sono state evacuate immediatamente da parte dei soccorsi, due delle quali sono successivamente morte per le lesioni riportate.
Le autorità constatarono che Lanza ricaricò più volte, spesso sparando solo 15 colpi dei 30 di un caricatore. Sparò a tutti, ma ad alcune delle vittime più volte. La maggior parte dei colpi venne sparata all'interno delle due classi di prima elementare vicino all'ingresso della scuola. Le vittime furono 8 bambini maschi e 12 femmine, tutti tra i 6 e i 7 anni. Le 6 insegnanti uccise erano tutte donne, e tutte lavoravano nella scuola. Dei proiettili furono rinvenuti anche in 3 auto parcheggiate fuori dall'edificio, facendo credere agli agenti che Lanza sparò a un insegnante vicino a una finestra. Quando la polizia interrogò i sopravvissuti, un'insegnante ricordò di aver sentito più volte Lanza urlare frasi del tipo "Guardami!", "Vieni qui!" e "Guardali!".

## Vittime
1. Nancy Lanza, anni 52, madre dell'assassino

Personale della scuola
1. Rachel D'Avino, anni 29, insegnante
2. Dawn Lafferty Hochsprung, anni 47, preside
3. Anne Marie Murphy, anni 52, insegnante
4. Lauren Rousseau, anni 30, insegnante
5. Mary Sherlach, anni 56, psicologa della scuola
6. Victoria Soto, anni 27, insegnante

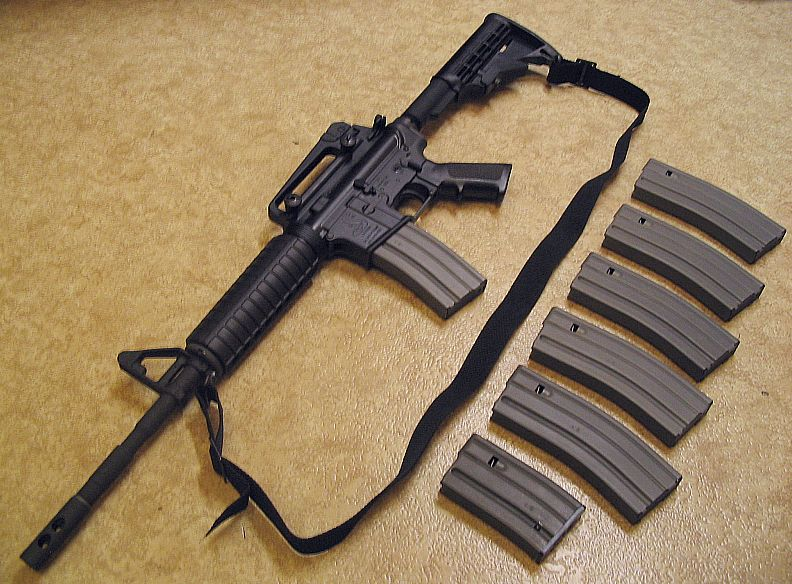
Il Bushmaster M4 Type Carbine, variante del fucile d'assalto M4, una delle armi utilizzate da Adam Lanza

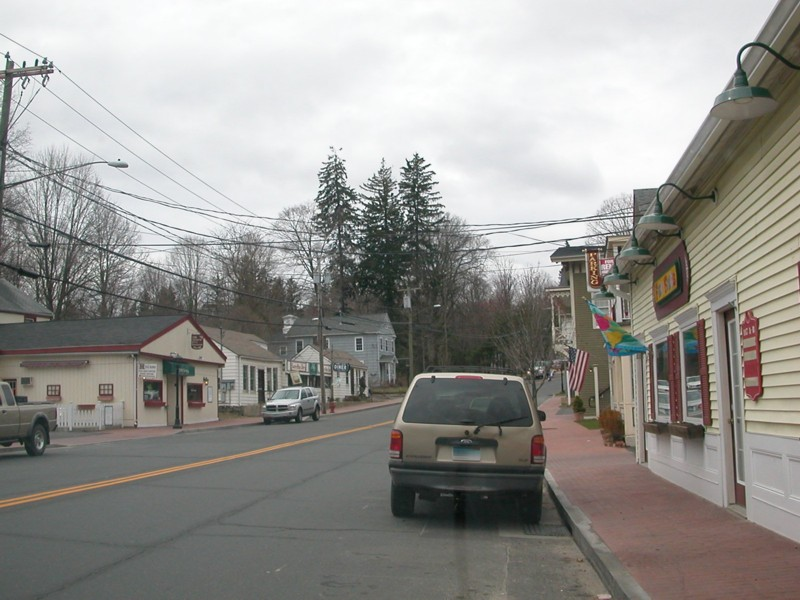
Scorcio di Sandy Hook

Allievi
1. Charlotte Bacon, anni 6
2. Daniel Barden, anni 7
3. Olivia Engel, anni 6
4. Josephine Gay, anni 7
5. Dylan Hockley, anni 6
6. Madeline F. Hsu, anni 6
7. Catherine Violet Hubbard, anni 6
8. Chase Kowalski, anni 7
9. Jesse Lewis, anni 6
10. Ana Marquez-Greene, anni 6
11. James Mattioli, anni 6
12. Grace McDonnell, anni 6
13. Emilie Parker, anni 6
14. Jack Pinto, anni 6
15. Noah Pozner, anni 6
16. Caroline Previdi, anni 6
17. Jessica Rekos, anni 6
18. Avielle Richman, anni 6
19. Benjamin Wheeler, anni 6
20. Allison N. Wyatt, anni 6

Feriti
1. Natalie Hammond, vice preside
2. Deborah Pisani, supplente

## Reazioni politiche
Durante il suo intervento del sabato, l'allora presidente degli Stati Uniti Barack Obama dichiarò:
(Barack Obama, Washington Post, School shooting: President Obama’s remarks on the shooting at Sandy Hook Elementary School in Newtown, Conn.)
Il sindaco di New York Michael Bloomberg prese una decisa posizione contro la troppo facile vendita delle armi da fuoco, sostenendo:
(Michael Bloomberg, Tiscali.it, Barack Obama alle famiglie americane: "Ora stiamo il più possibile vicini ai nostri figli")

## Nel mondo
I rappresentanti e capi di Stato di molti paesi e gruppi hanno offerto le loro condoglianze, tra cui l'Italia, l'Australia, il Canada, l'Azerbaigian, la Cina, il Commonwealth delle Nazioni, l'Unione Europea, le Nazioni Unite e il Vaticano.
Manifestazioni di cordoglio si sono svolte anche presso gli uffici di rappresentanza statunitense all'estero, come davanti all'ambasciata degli Stati Uniti a Mosca.